# 小池由佳
小池 由佳（こいけ ゆか、本名同じ、1981年8月8日 - ）は、兵庫県出身のキャンペーンガール・レースクイーン。プロデュース・ワン所属。

## 人物
- 星座：獅子座
- 最終学歴：私立武庫川女子大学付属高等学校卒業
- 趣味：犬の世話、ジョギング
- 資格：栄養士免許、実用英語技能検定準2級、普通自動車運転免許
- 大変な犬好き。公式HPの壁紙はDOG柄であり、URLの「nikuru」は愛犬の名前から。現在「ニクル」と「ミニクル」の2頭を飼う。

## 経歴

### RQ・キャンペーンガール等
- 2000年～ RAYS メインキャンペーンガール（継続中）
- 2003年 トリンプ　アモスタイル　イメージガール
- 2003年 グラムライツ　レースクイーン（スーパー耐久）
- 2003年 WOOD ONEレースクイーン（全日本GT選手権）
- 2004年 auサーキットレディ (SUPER GT)
- 2004年 仮面ライダー剣HONDAサーキットレディ（鈴鹿8時間耐久ロードレース）
- 2005年 NOMADレースクイーン (SUPER GT)
- 2005年 仮面ライダー響鬼HONDAサーキットレディ（鈴鹿8時間耐久ロードレース）
- 2006年 LINK GROUPレースクイーン (SUPER GT)

### 出演履歴

#### TV
- 2006年 MTV US TOP20 アシスタントパーソナリティ
- 2006年 MTV Mersic Jam2006